# راسم أوزتكين
راسم أوزتكين (بالتركية: Rasim Öztekin)‏ (14 يناير 1959 - 8 مارس 2021) ممثل، وممثل أفلام، وممثل مسرحي، وكاتب سيناريو تركي.

## روابط خارجيّة
- راسم أوزتكين على موقع IMDb (الإنجليزية)
- راسم أوزتكين على موقع ألو سيني (الفرنسية)
- راسم أوزتكين على موقع قاعدة بيانات الأفلام السويدية (السويدية)
- راسم أوزتكين على موقع قاعدة بيانات الفيلم (الإنجليزية)
- راسم أوزتكين على موقع كينوبويسك (الروسية)